# Paul Groesse
Paul Groesse (28 de fevereiro de 1906 — Los Angeles, 4 de maio de 1987) é um diretor de arte estadunidense-húngaro. Venceu o Oscar de melhor direção de arte em três ocasiões: por Pride and Prejudice, The Yearling e Little Women.